# Graeme Gow
Graeme Francis Gow (* 26. März 1940 in Sydney, New South Wales; † 12. August 2005 in Humpty Doo, Northern Territory), auch als Graeme F. Gow zitiert, war ein australischer Herpetologe, Schlangensammler, Kurator und Aussteller, Berater sowie Sachbuchautor über australische Reptilien.

## Leben
Bereits als Kind interessierte sich Gow für Schlangen, bevor er das Newington College besuchte, eine unabhängige Schule für Jungen in Stanmore, einem Stadtteil von Sydney. 1960 wurde er professioneller Schlangensammler für die Commonwealth Serum Laboratories und Hersteller von Gegengiften. Ab 1966 ging er an die California Academy of Sciences in San Francisco, wo er bis in die frühen 1970er Jahren tätig war. Von 1965 bis 1967 war er Kurator für Reptilien im Taronga Park Zoo in Sydney. 1973 zog Gow nach Darwin (Northern Territory), um seine Sammlertätigkeit fortzusetzen. Von 1974 bis 1982 war er Kurator für Reptilien am Museum and Art Gallery of the Northern Territory. Danach war er am Aufbau einer kommerziellen Krokodilzuchtfarm in Noonamah, südöstlich von Darwin, beteiligt. Im Jahr 1982 gründete er Graeme Gow’s Reptile World, eine Ausstellung lebender Reptilien etwa 35 km südöstlich von Darwin, in der Nähe von Humpty Doo. Ferner hielt Gow Vorträge über Gifte, Schlangenbisse und Schlangen in Krankenhäusern, bei der Zollbehörde, in Forscherklubs, an Universitäten, bei Veterinärverbänden, in Ausbildungsprogrammen für Polizisten und Ranger der Aborigines sowie bei Wildtierdiensten. Er war herpetologischer Berater von Filmgesellschaften in Australien, Großbritannien und den Vereinigten Staaten (einschließlich der ersten beiden Teile von Crocodile Dundee, die 1986 beziehungsweise 1988 in die Kinos kamen) und stellte Reptilien auf Messen und in Fernsehsendungen aus. In den Jahren 1998 bis 2001 verfasste er zahlreiche Artikel über Schlangen, Eidechsen und Frösche für Zeitungen.
Durch seine Ausstellungen, Fernsehauftritte, Beratertätigkeiten und Bücher wurde Gow in Australien zu einer prominenten Persönlichkeit. Bei ihm wurde Krebs diagnostiziert und er starb vier Jahre später, am 12. August 2005, in seinem Haus in Humpty Doo. Nach seinem Tod wurde die Reptile World geschlossen. Gow besuchte nie eine Universität und war weitgehend Autodidakt, leistete jedoch durch seine Veröffentlichungen zahlreiche wissenschaftliche Beiträge. Er verfasste zwischen 1973 und 1995 nahezu 20 Zeitschriftenartikel zu Themen wie Zucht in Gefangenschaft, faunistische Erhebungen, Verbreitungsnachweise und beschrieb neue Reptilienarten (die beiden Pythons Morelia bredli und Morelia oenpelliensis sowie die Geckoart Oedura gemmata). Doch erst durch seine Bücher erlangte Gow ein weltweites Publikum. Sein erstes Buch Snakes of Australia (1976), ein kurzer Band mit Farbfotografien des Naturfotografen Stephen Swanson und Beschreibungen von 107 Arten, von denen 62 Giftnattern (Elapidae) sind, wurde ein Standardwerk. Im Gegensatz zu anderen Büchern zum gleichen Thema von Eric Worrell und Harold G. Cogger war sein Buch ausdrücklich für den Laien geschrieben. Zeitgleich mit Gows Buch gab sein Verlag Angus & Robertson ein weiteres Buch von Swanson mit dem Titel Lizards of Australia (1976) heraus, das den gleichen Grundriss hatte und ein Kapitel über die Pflege in Gefangenschaft enthielt. Gow und Swanson unternahmen oft gemeinsame Exkursionen, um Exemplare für ihre Bücher zu fotografieren. Angus & Robertson gab 1977 auch eine kombinierte Ausgabe der beiden Bücher heraus. Zu Gows weiteren Reptilienbüchern gehören eine großformatige, farbig illustrierte Broschüre, Snakes of the Darwin Area (1977), Australia's Dangerous Snakes (1982), ein Handbuch zur Identifizierung von Schlangen und Erste-Hilfe-Maßnahmen bei Bissverletzungen, Graeme Gow's Complete Guide to Australian Snakes (1989), ein umfangreiches, farbig bebildertes Buch und das großformatige Farbposter Dangerous Land Snakes of the Northern Territory (1995). 
Gow hat auch die dritte Auflage (1983) von Worrells Buch Things That Sting (1976, zweite Auflage 1980) vorbereitet.